# کلمبیانا (آلاباما)
کلمبیانا (به انگلیسی: Columbiana) شهری در شهرستان شلبی ایالت آلاباما است که مساحت آن ۴۱٫۹۲ کیلومتر مربع است و در سرشماری سال ۲۰۱۰ میلادی، ۴٬۱۹۷ نفر جمعیت داشته و تراکم جمعیتی آن، ۱۰۰٫۱۲ نفر در هر کیلومتر مربع بوده است.

## نگارخانه

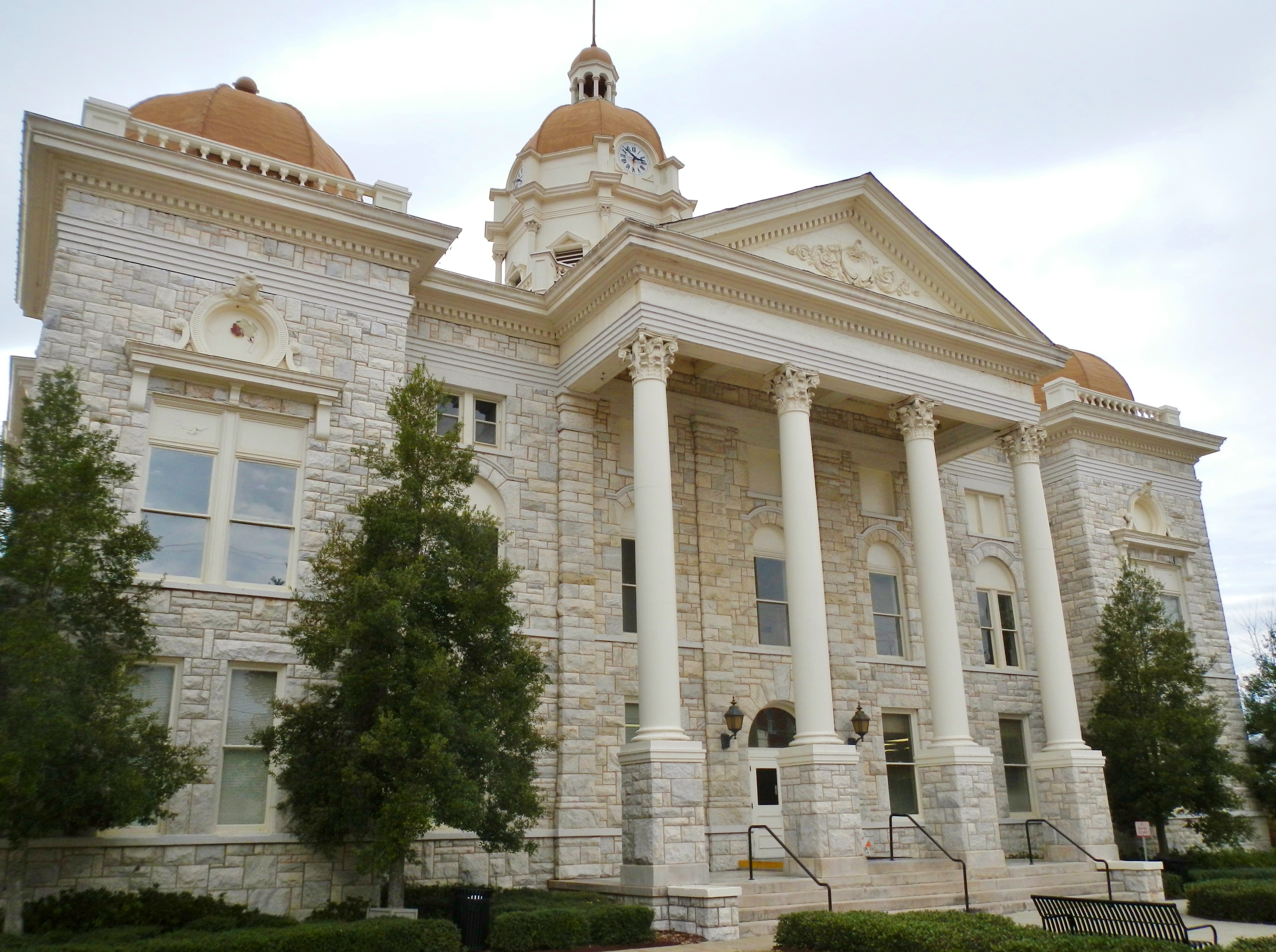
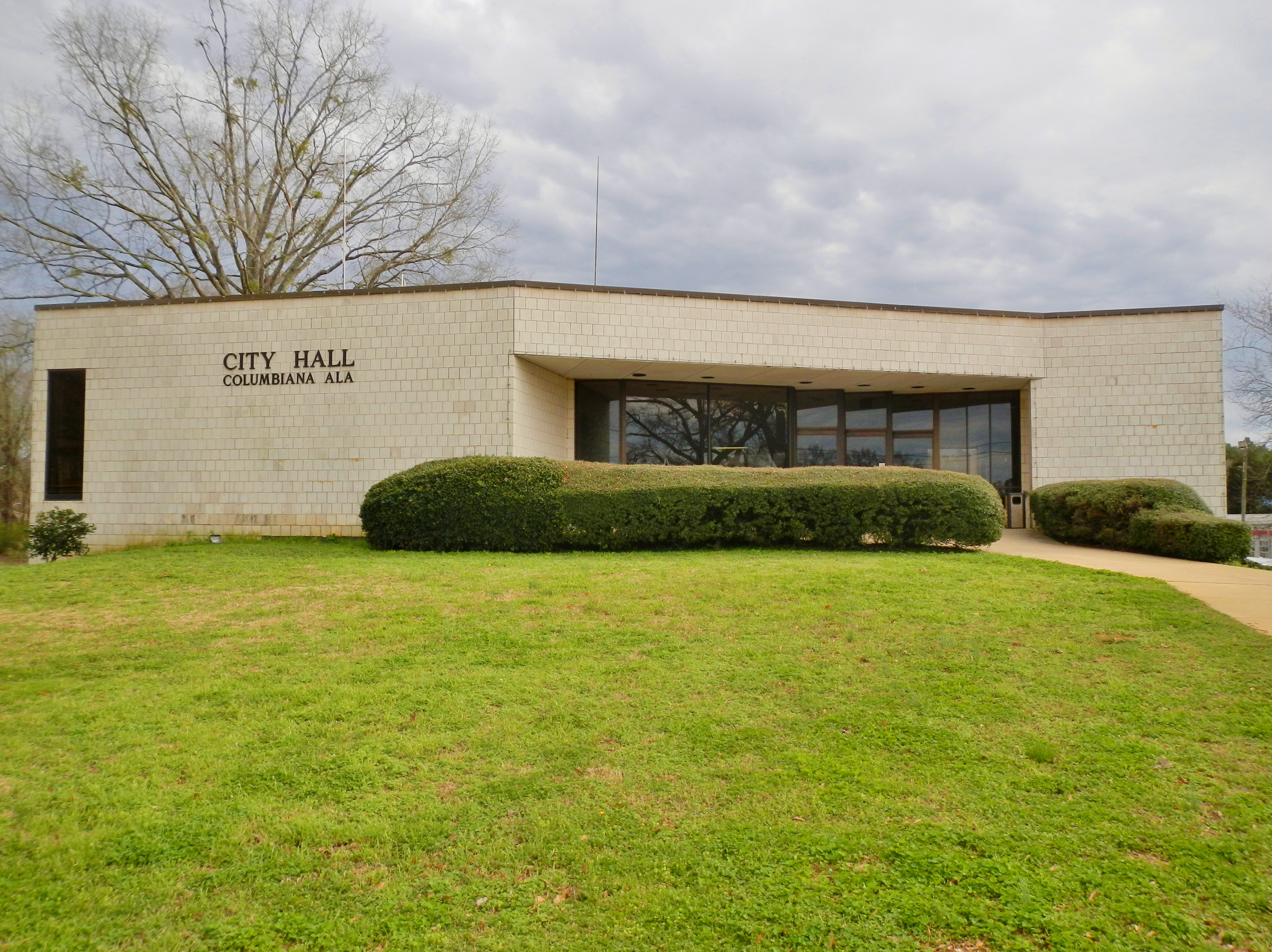
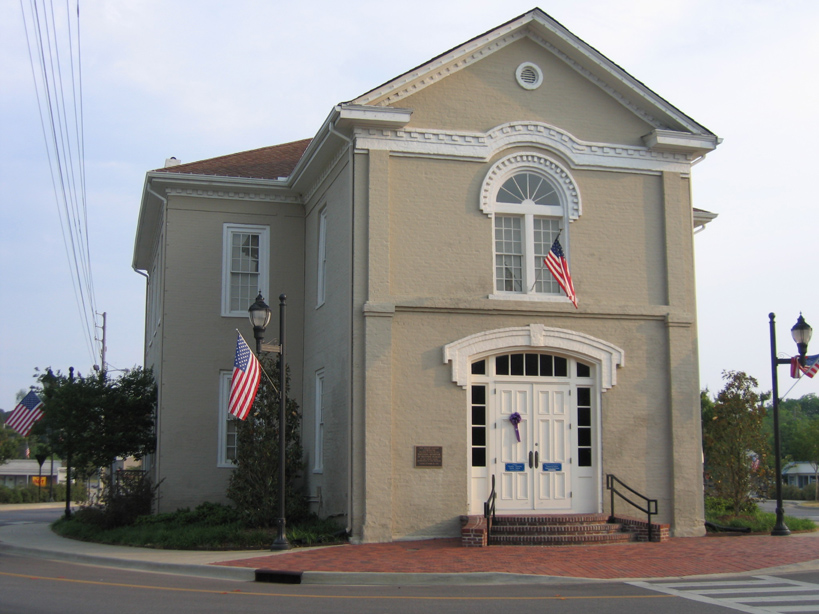
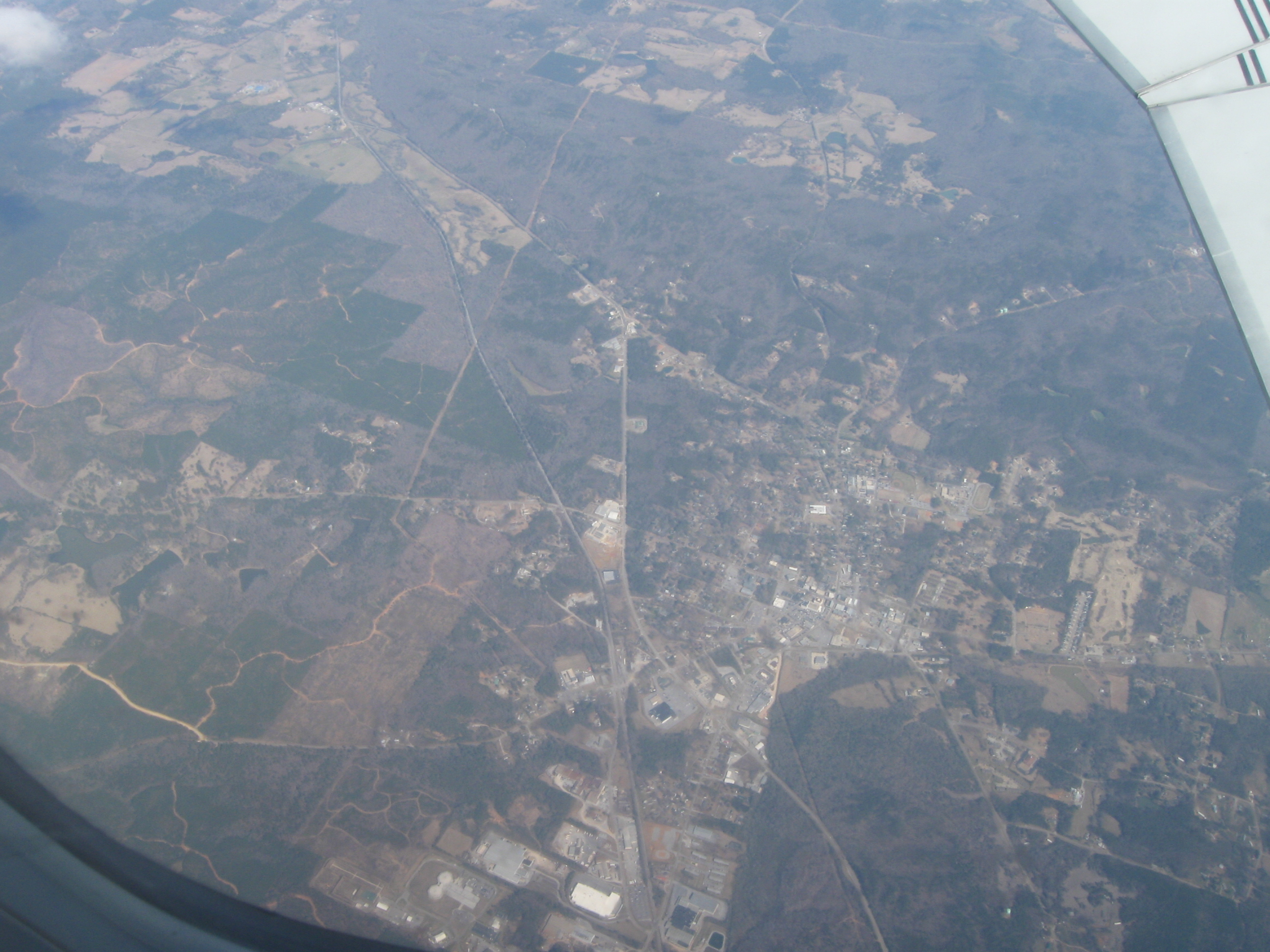